# Chloris ambigua
Il verdone testa nera o verdone di Cina testa nera (Chloris ambigua (Oustalet, 1896)) è un uccello passeriforme della famiglia dei Fringillidi.

## Etimologia
Il nome scientifico della specie, ambigua, si riferisce al fatto che il suo scopritore Émile Oustalet era indeciso nel descriverne scientificamente gli esemplari se ascriverli a una nuova specie o classificarli come sottospecie del verdone di Cina, vista la presenza di numerose forme intermedie.

## Descrizione

### Dimensioni
Misura 12,5–14 cm di lunghezza, per 17-22 g di peso.

### Aspetto
Si tratta di uccelli dall'aspetto robusto, muniti di becco robusto, ali appuntite e coda dalla punta lievemente forcuta.

Il piumaggio si presenta quasi interamente di colore bruno-verde, con decise sfumature gialle specialmente su gola e petto: ali e coda sono nere con le singole penne barrate di bianco e (nel caso delle ali) di giallo, mentre la testa (come del resto intuibile dal nome comune) è di colore nero. Il dimorfismo sessuale è evidente: le femmine presentano colorazione più cialba e priva del lipocromo giallo, oltre al cappuccio che non è regolare come nei maschi e tende al grigio. In ambedue i sessi, il becco è di colore grigio perla, le zampe sono di color carnicino chiaro e gli occhi sono bruni.

## Biologia
Si tratta di uccelli miti e dalle abitudini quasi esclusivamente diurne, che anche all'infuori del periodo riproduttivo si dimostrano meno gregari rispetto agli altri verdoni, vivendo in coppie o in gruppetti familiari: essi passano la maggior parte della giornata alla ricerca di cibo, rimanendo al suolo o fra i rami.

### Alimentazione
Come quasi tutti i fringillidi il verdone di Cina testanera è un uccello granivoro: la sua dieta di base è rappresentata da semi e granaglie, oltre che da altro materiale di origine vegetale (germogli, fiori, bacche, frutti) e, sebbene raramente (ma comunque più spesso rispetto agli altri verdoni), da insetti, larve ed altri piccoli invertebrati.

### Riproduzione
La stagione riproduttiva si estende da luglio a ottobre: si tratta di uccelli monogami, coi maschi che si esibiscono in lunghi voli sfarfallanti e cantano a squarciagola per trovare una compagna.
Il nido, a forma di coppa, viene costruito dalla sola femmina intrecciando fibre vegetali alla biforcazione di un ramo (generalmente un pino) ed imbottendo l'interno con lanugine: al suo interno essa depone 3-5 uova di colore biancastro con rada maculatura bruna al polo ottuso, che essa si occupa di covare per circa tredici giorni, mentre il maschio staziona di guardia nei pressi del nido e si occupa di reperire il cibo per sé e per la compagna.

I pulli, ciechi ed implumi alla schiusa, si svezzano e s'involano in circa 3 settimane.

## Distribuzione e habitat
A dispetto del suo nome comune, il verdone di Cina testanera è diffuso sì in Cina meridionale, ma lo si trova anche in Tibet sud-orientale, India nord-orientale (Arunachal Pradesh), Birmania settentrionale e nord-orientale, Laos centro-settentrionale ed alle estreme propaggini occidentali del Tonchino, con alcune popolazioni che svernano a sud fino in Thailandia nord-occidentale.
L'habitat di questi uccelli è rappresentato dalle foreste montane e submontane miste di conifere e latifoglie, con presenza di radure e di fonti d'acqua permanenti: è poco comune, ma non infrequente, osservarlo anche nelle aree alberate suburbane, come parchi e giardini.

## Sistematica
Descritta inizialmente nel genere obsoleto Chrysomitris, questa specie è stata in seguito ascritta a lungo al genere Carduelis, venendo però recentemente segregata nel genere Chloris, che condivide con gli altri verdoni e nel quale viene classificata ancor oggi.
Se ne riconoscono due sottospecie:
- Chloris ambigua ambigua (Oustalet, 1896) - diffusa in Cina (Sichuan, Yunnan sud-orientale e occidentale, Guizhou occidentale) e Indocina nord-occidentale;
- Chloris ambigua taylori (Kinnear, 1939) - diffusa nella porzione occidentale dell'areale occupato dalla specie;

Secondo alcuni autori, il verdone di Cina testanera formerebbe una superspecie col verdone del Vietnam ed il verdone pettogiallo.